# ستيف ميتشيل
ستيف ميتشيل (بالإنجليزية: Steve Mitchell)‏ هو ربان ‏ بريطاني، ولد في 10 فبراير 1970.

## وصلات خارجية
- ستيف ميتشيل على موقع أوليمبيديا (الإنجليزية)
- ستيف ميتشيل على موقع اللجنة الأولمبية البريطانية (الإنجليزية)